# Paineiras
Paineiras é um município brasileiro do estado de Minas Gerais. Sua população recenseada em 2022 era de 4 224 habitantes.

## Geografia
Localiza-se na Mesorregião Central Mineira. 